# فایالیت
فایالیت (انگلیسی: Fayalite) که با نام کریسولیت آهن نیز شناخته می‌شود، عضو انتهایی غنی از آهن مجموعهٔ محلول جامد اولیوین است. مشابه همه کانی‌های گروه اولیوین، تبلور فایالیت به صورت اورتورومبیک است.
فایالیت با فورستریت منیزیم‌دار و تفروئیت منگنزدار مجموعه‌های محلول جامد تشکیل می‌دهد.
اولیوین غنی از آهن از شاکله‌های اصلی صخره‌های آذرین اسیدی و قلیایی مانند ابسیدین، ریولیت و زبره‌سنگ آتشفشانی است.